# Uranato

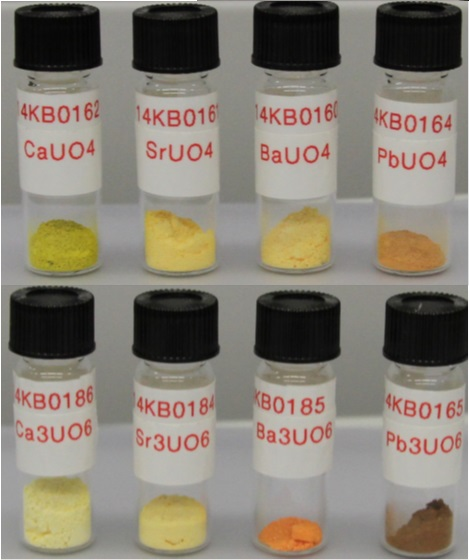
Uranios de cálcio, estrôncio, bário e chumbo

Um uranato é um óxido ternário envolvendo o elemento urânio em um dos estados de oxidação 4, 5 ou 6. Uma fórmula química típica é MxUyOz, onde M representa um cátion. O átomo de urânio nos uranatos (VI) tem duas ligações U-O colineares curtas e quatro ou seis átomos de oxigênio mais próximos.
Os óxidos de urânio são a base do ciclo do combustível nuclear ("diuranato de amônia" e "diuranato de sódio" são intermediários na produção de combustíveis nucleares de óxido de urânio) e seu descarte geológico de longo prazo requer uma compreensão completa de sua reatividade química, transições de fase e propriedades físicas e químicas.

## Síntese
Um método de aplicabilidade geral envolve a combinação de dois óxidos em uma reação de alta temperatura. Por exemplo,
Na2O + UO3 → Na2UO4
Outro método é a decomposição térmica de um complexo, como um complexo de acetato. Por exemplo, o diuranato de bário microcristalino, BaU2O7, foi feito pela decomposição térmica do acetato de uranila de bário a 900 °C.
Ba[UO 2 (ac) 3 ] 2 → BaU 2 O 7 ... (ac = CH3CO2− )
Os uranatos podem ser preparados pela adição de álcali a uma solução aquosa de um sal de uranilo. Entretanto, a composição do precipitado que se forma é variável e depende das condições químicas e físicas utilizadas.